# Марбо (коммуна)
Марбо́ (фр. Marboz) — коммуна во Франции, находится в регионе Рона — Альпы. Департамент — Эн. Входит в состав кантона Колиньи. Округ коммуны — Бурк-ан-Брес.
Код INSEE коммуны — 01232.

## География
Коммуна расположена приблизительно в 360 км к юго-востоку от Парижа, в 75 км северо-восточнее Лиона, в 16 км к северу от Бурк-ан-Бреса.
По территории коммуны протекает река Севрон.

## Климат
Климат полуконтинентальный с холодной зимой и тёплым летом. Дожди бывают нечасто, в основном летом.

## Население
Население коммуны на 2010 год составляло 2182 человека.
| 1962 | 1968 | 1975 | 1982 | 1990 | 1999 | 2010 |
| ---- | ---- | ---- | ---- | ---- | ---- | ---- |
| 1733 | 1680 | 1701 | 1926 | 2026 | 2164 | 2182 |

## Администрация
| Период | Период | Фамилия      | Партия                    | Примечания                              |
| ------ | ------ | ------------ | ------------------------- | --------------------------------------- |
| 2001   | 2008   | Реймон Фавье | Союз за народное движение |                                         |
| 2008   | 2014   | Ален Жеста   | Разные левые              | член генерального совета кантона с 2011 |

## Экономика
В 2010 году среди 1374 человек трудоспособного возраста (15—64 лет) 1079 были экономически активными, 295 — неактивными (показатель активности — 78,5 %, в 1999 году было 74,8 %). Из 1079 активных жителей работали 1024 человека (545 мужчин и 479 женщин), безработных было 55 (18 мужчин и 37 женщин). Среди 295 неактивных 91 человек были учениками или студентами, 170 — пенсионерами, 34 были неактивными по другим причинам.

## Фотогалерея

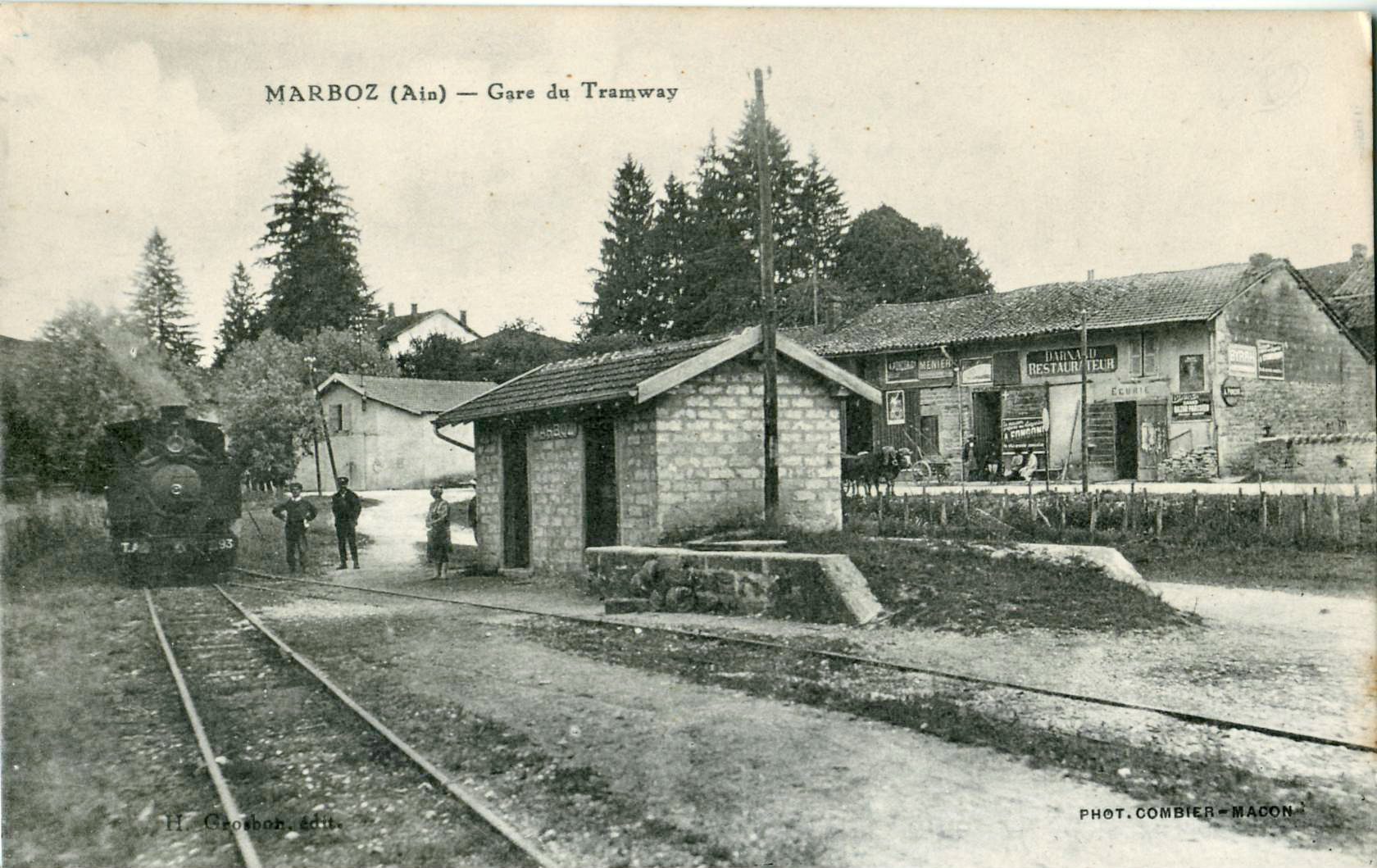
Вокзал Транве (нач. XX века)
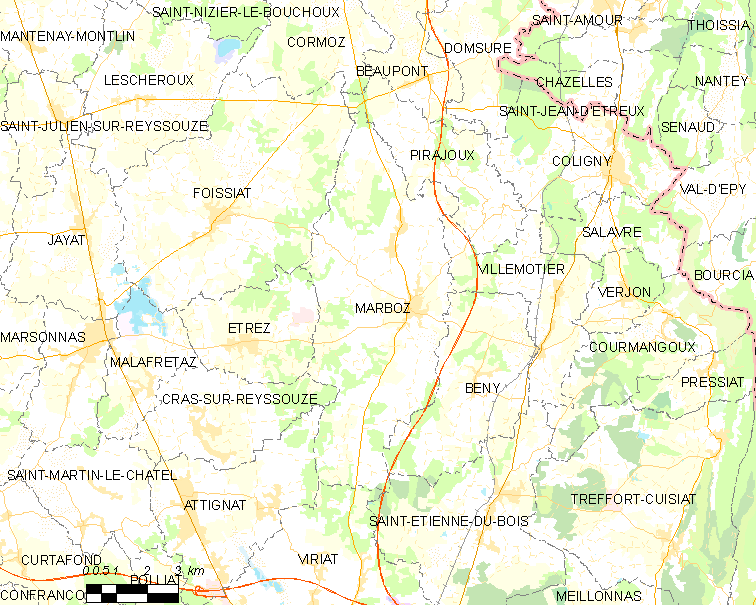
Карта коммуны